# Lino Zanussi
Lino Zanussi (Pordenone, 15 febbraio 1920 – San Sebastián, 18 giugno 1968) è stato un imprenditore italiano.

## Biografia
Nato a Pordenone nel 1920, poco più che adolescente, assieme al fratello maggiore Guido, nella seconda metà degli anni trenta iniziò a lavorare come fumista alla Antonio Zanussi Pordenone (AZP), fabbrica di stufe e cucine a legna con il marchio Rex, di proprietà del padre e dal medesimo fondata nel 1916. Dopo la morte improvvisa del padre nel 1946, assieme al fratello Guido assunse la guida della sua impresa con la carica di amministratore delegato. Gli assetti proprietari verranno però perfezionati nel 1952, quando l'AZP venne trasformata in un'accomandita semplice – la Fratelli Zanussi s.a.s. – le cui quote vennero distribuite tra Lino (51%), Guido (48%) e il fratellastro Antonino (1%), figlio della seconda moglie di Antonio, Irma Cinat, nato nel 1938.
Nel 1950, Zanussi intraprese, insieme al fratello Guido, un viaggio negli Stati Uniti per studiare da vicino le più moderne tecnologie di produzione e i criteri di gestione manageriale, convincendosi che il mercato italiano aveva grandi possibilità di crescita nel settore degli elettrodomestici. A partire dall'anno successivo, nel 1951, fu avviata la diversificazione produttiva dell'azienda friulana, che si specializzò dapprima nella produzione dei fornelli a gas e successivamente in quella delle grandi cucine, dei frigoriferi e delle lavatrici.
Oltre che della sua impresa, Zanussi si interessò molto allo sviluppo delle istituzioni di formazione: nel 1952 aveva fondato a Pordenone un istituto professionale per l'industria e l'artigianato, che oggi porta il suo nome. Nel 1954, creò il Centro Studi per la progettazione di nuove apparecchiature, che affidò a Paolo Gaudenzi, un perito industriale milanese. Nel 1957, contribuì alla fondazione del Centro Universitario di Organizzazione Aziendale (CUOA), scuola di specializzazione post-universitaria all'interno della Facoltà di Ingegneria dell'Università di Padova.
Zanussi creò attorno a sé una valida squadra di collaboratori, dei quali l'unico di origine friulana fu Alfio Di Vora, assunto nel 1955 come direttore del servizio tecnico. Nello stesso anno fondò l'Istituto di Addestramento Industriale (IAI), la cui direzione venne affidata a Gian Battista Bozzola, veronese, laureato in economia, insieme all'incarico della formazione dei quadri intermedi. Di origine veneta era anche Mario Dalle Molle, cui fu affidata la direzione del personale. Alla fine degli anni cinquanta, Zanussi fece un viaggio in Giappone, a seguito del quale maturò l'idea di far entrare la sua impresa nel settore dell'elettronica di consumo, e nel 1960 venne perciò creato un ramo dedicato, affidato all'ingegner Giorgio Tranzocchi, romano, che si specializzò più tardi nella produzione dei televisori. In quello stesso anno, veniva assunto in azienda un altro collaboratore di origine romana, Lamberto Mazza, come consulente finanziario.
Nel 1963, l'Università di Padova gli conferì la laurea honoris causa in ingegneria.
La Fratelli Zanussi nella seconda metà degli anni sessanta conobbe un'importante fase di espansione produttiva e commerciale che gli permise la conquista della leadership in Italia e di una forte presenza all'estero, divenendo così un gruppo industriale di grosse dimensioni, che all'epoca dava lavoro a oltre 13.000 persone.
Lino Zanussi morì in un incidente aereo.